# Кислова, Калерия Венедиктовна
Кале́рия Венеди́ктовна Кисло́ва (20 апреля 1926, с. Каргат, Сибирский край — 10 мая 2025) — режиссёр советского и российского телевидения. Заслуженный деятель искусств РСФСР (1985), лауреат Государственной премии СССР (1977). В 1977—2006 годах — главный режиссёр программы «Время». Член КПСС (1965—1991).

## Биография
Родилась 20 апреля 1926 года в селе Каргат Сибирского края в семье Венедикта Александровича Кислова (ум. 1981) — агронома, таборного цыгана и Феоны Степановны Кобяковой (ум. 1981) — домохозяйки.
Детство провела в сибирском селе Маслянино, увлекалась прослушиванием пластинок с цыганскими песнями. В 15-летнем возрасте, узнав о гастролях театра «Ромэн» в соседнем Новосибирске, отправилась туда, чтобы увидеть своего кумира — артистку Лялю Чёрную. Посещая спектакли, смогла познакомиться с Лялей и под её влиянием решила связать жизнь с театром.
Училась в студии новосибирского театра «Красный факел», а затем — в ГИТИСе, после окончания вуза некоторое время работала в провинциальных театрах.
В 1951 году актриса Казахского театра драмы.
В 1961 году пришла на телевидение, став ассистентом режиссёра в Новосибирской студии, однако в том же году перебралась в столицу, в Молодежную редакцию Центрального телевидения.
В 1974 году начала работать в Главной редакции информации ЦТ (в том числе занимавшейся созданием программы «Время»), через три года была назначена главным режиссёром редакции.
В течение нескольких десятков лет руководила съёмками главных событий страны (Олимпиады-1980, первого телемоста между СССР и США и т. д.) и её руководителей (по словам Е. Андреевой, Кислова была единственной, кому Б. Н. Ельцин «позволял поправлять себя, пересаживать, правильно ставить свет»), единственной из редакции имела доступ к государственной тайне. С 1975 года фактически была личным режиссёром Л. И. Брежнева, который с подачи Гейдара Алиева называл Калерию «наша Мисс Телевидение».
Калерия Кислова сопровождала Л. И. Брежнева во время поездок по стране и за рубежом.
В 2006 году ушла с должности главного режиссёра и стала режиссёром-консультантом, по состоянию на 2025 год — была одной из старейших работников «Первого канала».
Умерла 10 мая 2025 года в возрасте 99 лет. Похоронена на Троекуровском кладбище.

## Семья
Первый муж — полковник КГБ Геннадий Сидоров, служил в Германии.
Второй муж — Юрий Николаевич Нечаев (23.05.1935 — 29.03.2020), работал на Центральном телевидении СССР.
Сын — Михаил Нечаев (07.12.1970 — 07.04.2025), работал на телевидении.
Брат — Пётр Кислов.

## Награды
- Орден «Знак Почёта» (14 ноября 1980 года) — «за большую работу по подготовке и проведению Игр XXII Олимпиады»[15]
- Медаль ордена «За заслуги перед Отечеством» I степени (21 августа 2018 года) — «за большой вклад в развитие отечественного телерадиовещания и многолетнюю добросовестную работу»[16]
- Медаль ордена «За заслуги перед Отечеством» II степени (27 ноября 2006 года) — «за большой вклад в развитие отечественного телерадиовещания и многолетнюю плодотворную деятельность»[17].
- Почётное звание «Заслуженный деятель искусств РСФСР» (23 августа 1985 года) — «за заслуги в области советского искусства»[18]
- Благодарность Президента Российской Федерации (23 августа 2001 года) — «за высокопрофессиональную творческую деятельность на телевидении»[19]
- Государственная премия СССР 1977 года в области литературы, искусства и архитектуры (27 октября 1977 года) — «за художественно-публицистическое освещение общественно-политических событий во Всесоюзной телевизионной программе „Время“»[20]
- Обладатель премии «Телегранд» за 2011 год[21].